# Banat roumain
Pour les articles homonymes, voir Banat.
Le Banat roumain (en roumain : Banatul românesc, en serbe : Румънски Банат, en allemand : Rumänische Banat, en hongrois : Román Bánát ou Oláh Bánság, en slovaque : Rumunský Banát) est la dénomination d'une ancienne région historique européenne et roumaine qui correspond à la moitié nord-est du Banat historique, dont les habitants en majorité roumains ont demandé le rattachement à la Roumanie à l'issue de la Première Guerre mondiale.
Le partage du Banat historique entre le royaume des Serbes, Croates et Slovènes, le royaume de Roumanie et la république de Hongrie a été effectué en 1919 par la commission internationale Lord où le géographe français Emmanuel de Martonne joua un rôle important et alors que l'armée française du Danube était stationnée dans le pays. Ce partage a été officialisé par les traités de Trianon (1920) et de Paris (1947).

## Géographie
Le Banat roumain comprend les județe de Timiș et de Caraș-Severin ; la capitale historique est Timișoara (en hongrois : Temesvár, en allemand : Temeschwar en serbe : Temišvar), chef-lieu du județ de Timiș.
29 juillet 1929, les județe de Timiș-Torontal, Caraș-Severin, Arad et Hunedoara sont inclus dans la région de Timiș.
Le 6 septembre 1950, les județe sont abolis et la région de Timișoara est limitée aux actuels județe de Timiș et de Caraș-Severin). En 1956, la moitié sud de la région d'Arad est incorporée à la région de Timișoara. En décembre 1960, la région de Timișoara est renommée région du Banat.
À partir du 17 février 1968, une nouvelle réforme administrative-territoriale rétablit les județe de Timiș, de Caraș-Severin et d'Arad, dans des limites un peu différentes de ceux d'avant 1950.
En 1998, les județe ont été à nouveau regroupés en huit régions de développement de niveau NUTS-II. La région Ouest est composée des județe d'Arad, Timiș, Hunedoara et Caraș-Severin, presque les mêmes limites que la région de Timiș de 1929. La région de développement Ouest fait partie de l'eurorégion « Danube-Criș-Mureș-Tisa ».
Le Banat roumain est montagneux dans le sud et le sud-est où il s'adosse aux Carpates occidentales roumaines, alors que le nord, l'ouest et le sud-ouest sont légèrement ondulés et plats par endroits. Le climat est tempéré continental. Blé, avoine, orge, seigle, maïs (largement OGM), lin, chanvre et tabac poussent très bien, et les produits des vignobles sont de bonne qualité. Le gibier est encore abondant, et les rivières bien poissonneuses, à la fois naturellement, et grâce à des piscicultures. La richesse minérale est grande, et comprend du cuivre, étain, plomb, zinc, fer et d'importants gisements de charbon. Parmi ses nombreuses sources minérales, les plus importantes sont celles de Mehadia (Caraș-Severin), avec des eaux sulfureuses, qui étaient déjà connues des Romains qui y avaient construit les Termae Herculis (aujourd'hui Băile Herculane, station thermale datant de l'époque des Habsbourg).